# Margaret Douglas, grevinna av Lennox
Margaret Douglas, grevinna av Lennox, född den 8 oktober 1515, död den 7 mars 1578, var en skotsk adelskvinna, dotter till Archibald Douglas, 6:e earl av Angus och Margareta Tudor, änkedrottning av Skottland. Hon levde hela sitt liv i England, där hon ingick i spekulationerna kring den engelska tronföljden hela sitt liv. Hon ingick inte i tronföljden enligt Henrik VIII:s testamente, men i praktiken ingick hon i spekulationerna i tronföljden efter Elisabet I.

## Biografi

### Tidigt liv
Margaret föddes på Harbottle Castle i Northumberland. Hon föddes i England eftersom hennes mor hade flytt dit från Skottland vid tidpunkten för hennes födelse. Hon återvände sedan till Skottland tillsammans med sin mor. I Skottland utövade hennes far och familjen Douglas stort inflytande över hennes halvbror kungen av Skottland. Det tycks som om hennes ingifta faster Isobel Hoppar hade ansvaret för henne under hennes uppväxt i Skottland. År 1528 förlorade familjen Douglas makten i Skottland, och i oktober samma år sändes Margaret Douglas över gränsen till England för att omhändertas av sin farbror Henrik VIII. Hon var då fortfarande i sällskap med sin faster Isobel Hoppar. Hon var tretton år och kom att tillbringa resten av sitt liv i England. 
Då hon ingick i den engelska successionsordningen växte hon huvudsakligen upp vid det engelska hovet, där hon uppfostrades tillsammans med sin kusin, den blivande Maria I av England. De två kvinnorna kom att förbli vänner livet ut. 
Margaret var en av morbrodern Henrik VIII:s favoriter, men två gånger hamnade hon i onåd hos kungen: första gången 1536 då hon förälskade sig i lord Thomas Howard, som fängslades för denna flirt och avled i Towern, andra gången för en liknande händelse där Margaret förälskat sig i Thomas halvbror Charles Howard som i sin tur var halvbror till Katarina Howard. Vid varje tillfälle bröts förbindelsen av kungen, som fängslade henne i Syon Abbey.
År 1544 gifte hon sig med en skotsk adelsman som flytt till England, Matthew Stewart, 4:e earl av Lennox (1516–1571), som blev riksföreståndare i Skottland 1570–1571. Medan Maria I var drottning av England bodde Margaret vid hovet, där hon hade en egen våning i Westminster Palace.

### Under Elisabets regeringstid
När Elisabet tog över tronen flyttade Margaret till Yorkshire, där hennes hem i Temple Newsam kom att bli navet för intrigerande katoliker som var missnöjda med Elisabets religiösa politik. Margarets kanske största triumf var när hon lyckades förhandla fram ett äktenskap mellan sin son Henry Stuart, lord Darnley och hans kusin Maria Stuart, ett äktenskap som förstärkte Maria Stuarts, och Darnleys, krav på den engelska tronen om Elisabet inte fick några arvingar. 
Elisabet, som tyckte hjärtligt illa om Margaret Douglas alltsedan Maria I givit Margaret företräde vid hovet åt henne framför halvsystern, var inte sen att bestraffa grevinnan av Lennox för detta äktenskap mellan Darnley och Maria Stuart. 1566 sattes Margaret Douglas i Towern, men år 1567 befriades hon av drottningen efter mordet på Darnley. Margaret tog avstånd från Maria Stuart i samband med detta mord, men de två förlikades senare. År 1574 hamnade hon åter i konflikt med Elisabet, då hon arrangerat ett äktenskap mellan sin son Charles Stuart, 1:e earl av Lennox och Elizabeth Cavendish, styvdotter till George Talbot, 6:e earl av Shrewsbury, utan drottningens tillstånd. Återigen skickades Margaret Douglas till Towern, men benådades efter sonens död år 1576.
Margaret ägnade resten av sitt liv åt att försöka säkra sin sonsons, Jakob, övertagande av den engelska tronen. När sonen Charles avlidit övertog hon ansvaret för hans dotter Arabella Stuart som även hon ingick i arvsföljden. Margaret kom dock snart att följa sin son i döden. Några dagar innan hon avled hade Margaret ätit middag med Robert Dudley, earl av Leicester, och detta fick till följd att rykten började cirkulera att hon hade blivit förgiftad. Dudley var nämligen favorit hos drottningen, och mycket illa ansedd i sin samtid. Bland annat pekades han ut i en anonym bok kallad Leicesters Commonwealth som en mördare som skulle ha dödat sin första fru Amy Robsart, och förgiftat sin andra frus första make. Det finns inga historiska bevis för några av dessa anklagelser.
Även om hon avled djupt skuldsatt bekostades Margaret Douglas en storslagen begravning i Westminster Abbey, med drottningen som ansvarig. Hon begravdes i samma valv som sin son Charles, och de vilar nu tillsammans i Henrik VII:s kapell. Hennes sonson Jakob I lät resa ett monument över dem båda. Här kan Margaret ses framställd i alabaster, med en fransk hätta och en pälsbrämad mantel och med sina fyra söner och fyra döttrar gråtandes vid hennes sida.

## Eftermäle
Den berömda Lennoxjuvelen som tillhörde Margaret Douglas köptes av drottning Viktoria år 1842 och ingår nu i de brittiska kronjuvelerna.

### Poesi
Margaret Douglas är känd som poet. Många av hennes dikter skrevs till hennes älskade Thomas Howard och har bevarats i den samtida diktsamlingen Devonshire MS. Hennes nära vänner Mary Shelton och Mary Howard var de huvudsakliga bidragsgivarna till detta verk, såväl som Henry Howard, earl av Surrey och sir Thomas Wyatt.

### Margaret Douglas i populärkultur
Margaret Douglas är en viktig karaktär i romanserien Lymond Chronicles av Dorothy Dunnett. Hon finns också med som en viktig person i två av Philippa Gregorys romaner Den andra systern Boleyn och The Boleyn Inheritance.